# Visitação (Tintoretto, Veneza)
A Visitação é uma pintura a óleo de c.1588 da Visitação Bíblica de Tintoretto, realizada na Scuola Grande di San Rocco em Veneza. A imagem, registrada pela primeira vez em um recibo de 1588, paira no alto de um arco na escada principal.
A Visitação foi um evento descrito por São Lucas no Novo Testamento da Bíblia (Lucas 1:35–45), quando a Virgem Maria, a futura mãe de Jesus Cristo, visitou sua parente mais velha, Santa Isabel, e seu marido, o velho sacerdote Zacarias.